# Ару Иторот Олајби
Ару Иторот Олајби (фр. Aroue-Ithorots-Olhaïby) насеље је и општина у југозападној Француској у региону Аквитанија, у департману Атлантски Пиринеји која припада префектури Бајон.
По подацима из 2011. године у општини је живело 247 становника, а густина насељености је износила 13,84 становника/km². Општина се простире на површини од 17,85 km². Налази се на средњој надморској висини од 114 метара (максималној 231 m, а минималној 89 m).

## Демографија
| 1962. | 1968. | 1975. | 1982. | 1990. | 1999. | 2011. |
| ----- | ----- | ----- | ----- | ----- | ----- | ----- |
| 355   | 308   | 286   | 249   | 254   | 230   | 247   |

График промене броја становника у току последњих година